# 12바 블루스

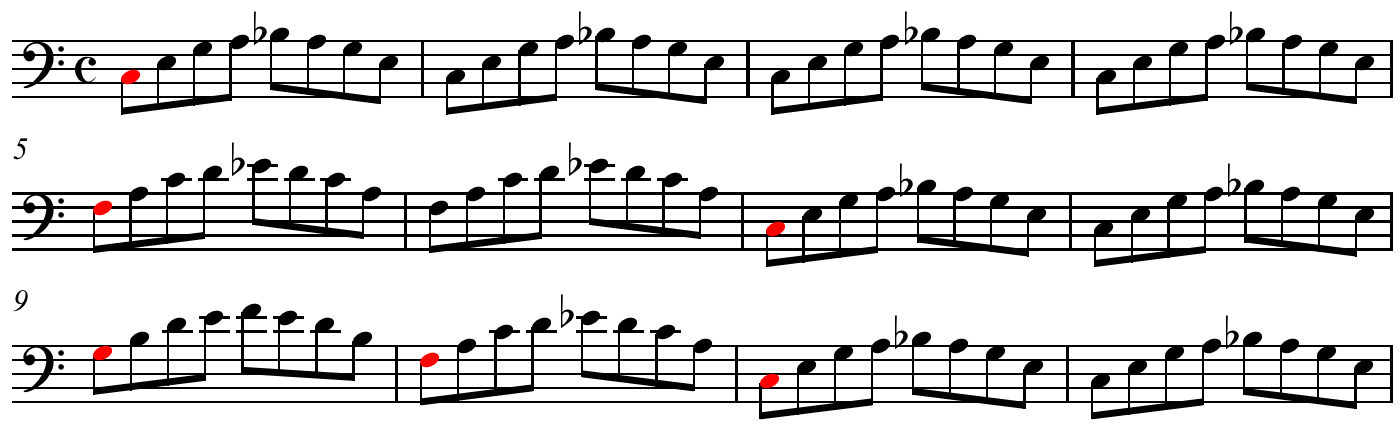
전형적인 부기우기 베이스라인은 C에서 12바 블루스 진행에 관한 것으로, 화음은 빨간색이다.

12바 블루스(Twelve-bar blues)(또는 블루스 형식)는 대중음악에서 가장 두드러진 화음 발전 중 하나이다. 블루스 진행은 가사, 구, 화음 구조, 그리고 지속 시간에 있어서 독특한 형태를 가지고 있다. 기본 형식에서는 키의 I, IV 및 V 화음을 주로 기반으로 한다. 블루스와 리듬의 변화에 대한 숙달은 "재즈 레퍼토리를 구축하는 데 중요한 요소"이다.